# Tchantchès (personage)

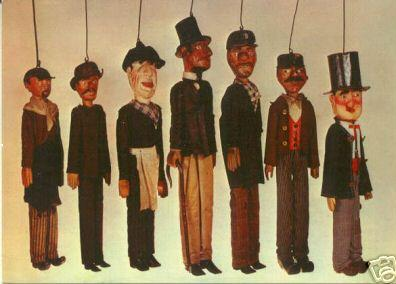
Oude Tchantchès in musée de la vie Wallone in Luik

Tchantchès is een bekend folkloristisch personage uit de République Libre d'Outre-Meuse, in de Belgische stad Luik.
Tchantchès is een marionet, gekleed in een blauwe kiel met klompen en een rode zakdoek om zijn nek, die veel slechte eigenschappen heeft zoals het drinken van te veel peket, een plaatselijke jenever. Zijn neiging tot opscheppen wordt meestal de kop ingedrukt door zijn even kleurrijke vrouw Nânesse. Zij doen denken aan Jan Klaassen en Katrijn. Tchantchès personificeert de vrijheidsgeest van Outremeuse. In deze Luikse wijk, het eiland tussen Ourthe en Maas, werd in 1927 de Vrije Republiek van Outremeuse uitgeroepen: de République Libre d'Outre-Meuse. Dit wordt elk jaar gevierd op 15 augustus, met een hoofdrol voor de personages van Tchantchès en Nânesse. In 1939 werd een wedstrijd uitgeschreven om het personage verder vorm te geven. Het winnende verhaal kwam van Jean Bosly en gaat als volgt:

## Legende
Tchantchès verschijnt als baby op miraculeuze wijze op 25 augustus 760 tussen twee kasseien in de wijk Outremeuse en weigert water te drinken. Hij wordt dan met een fles peket gevoed. Bij zijn doop valt hij met zijn gezicht tegen de rand van de doopvont, wat zijn beschadigde en specifieke neusvorm verklaart. Vanwege zijn gehavende neus durfde hij aanvankelijk niet buiten de deur te komen. Uiteindelijk verlaat hij, aangemoedigd door de menigte, toch zijn huis, waarna hij in triomf wordt rondgedragen en gekroond wordt tot prins van Outremeuse. Als jongeman leert hij ridder Roland kennen en wordt bevriend. Daardoor wordt hij geïntroduceerd aan het hof van Karel de Grote en is hij aanwezig bij de slag van de Roncevaux-Pas in Noord-Spanje. Op het kritiek moment was hij evenwel in slaap gevallen, waardoor hij bij het ontwaken enkel het overlijden van ridder Roland kan vaststellen. Overmand door verdriet verlaat hij de hofhouding en keert terug naar Outremeuse. Op veertigjarige leeftijd overlijdt hij aan de Spaanse griep.
In Luik zijn een museum/poppentheater en een taverne/restaurant aan hem gewijd. Verder wordt hij afgebeeld in de vorm van een standbeeld, een stadsreus en op een reliëf van de Pont des Arches. Ook is een sleepboot naar Tchantchès vernoemd.

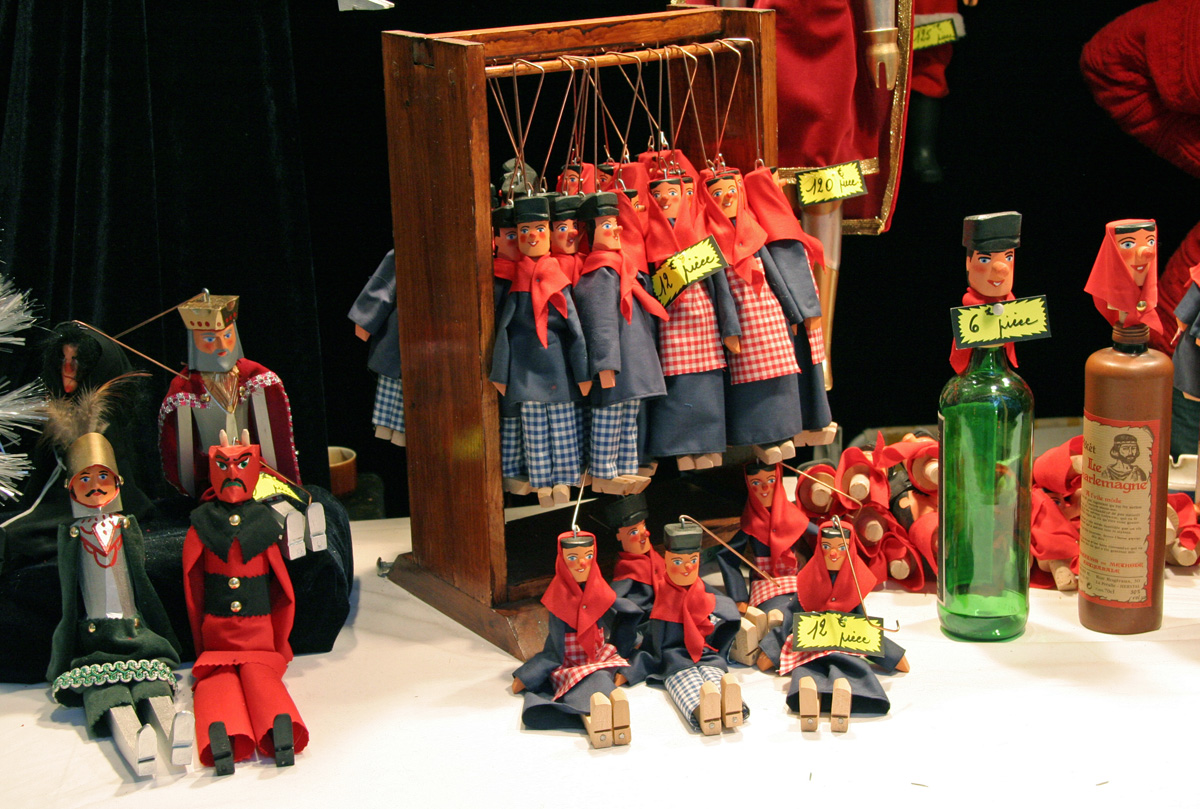
diverse marionetten
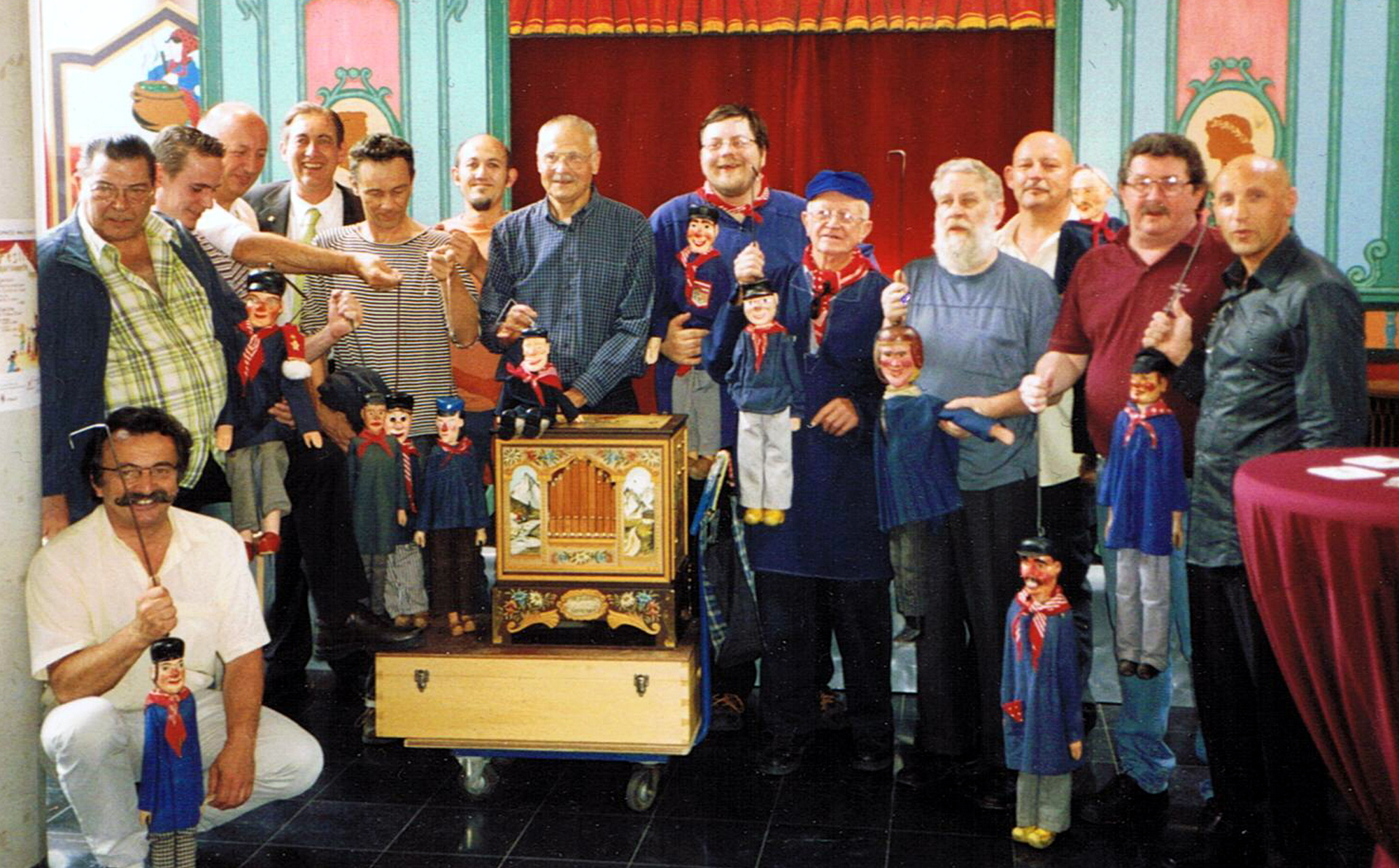
marionettenspelers in het museum
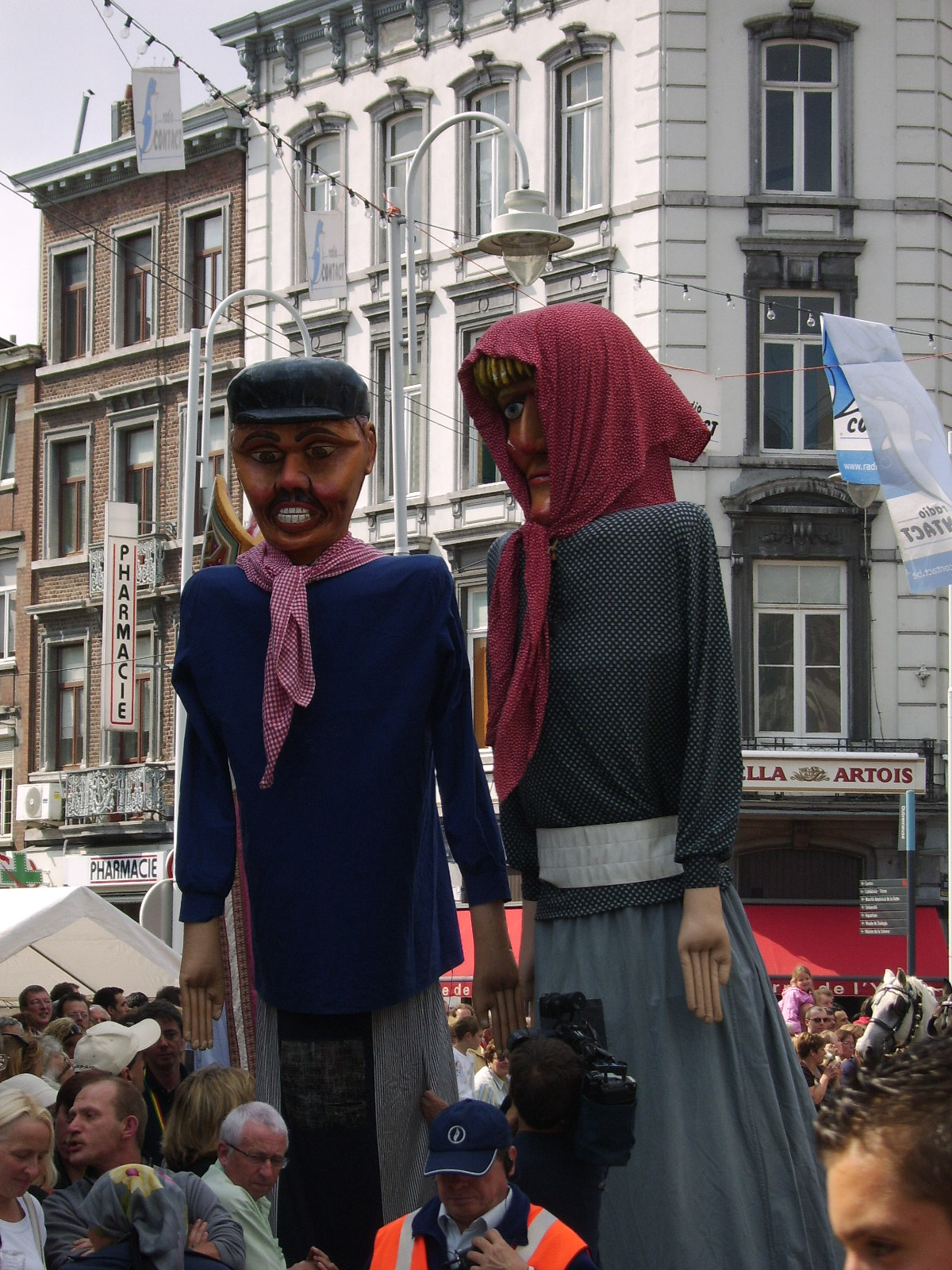
stadsreuzen Tchantchès en Nânesse
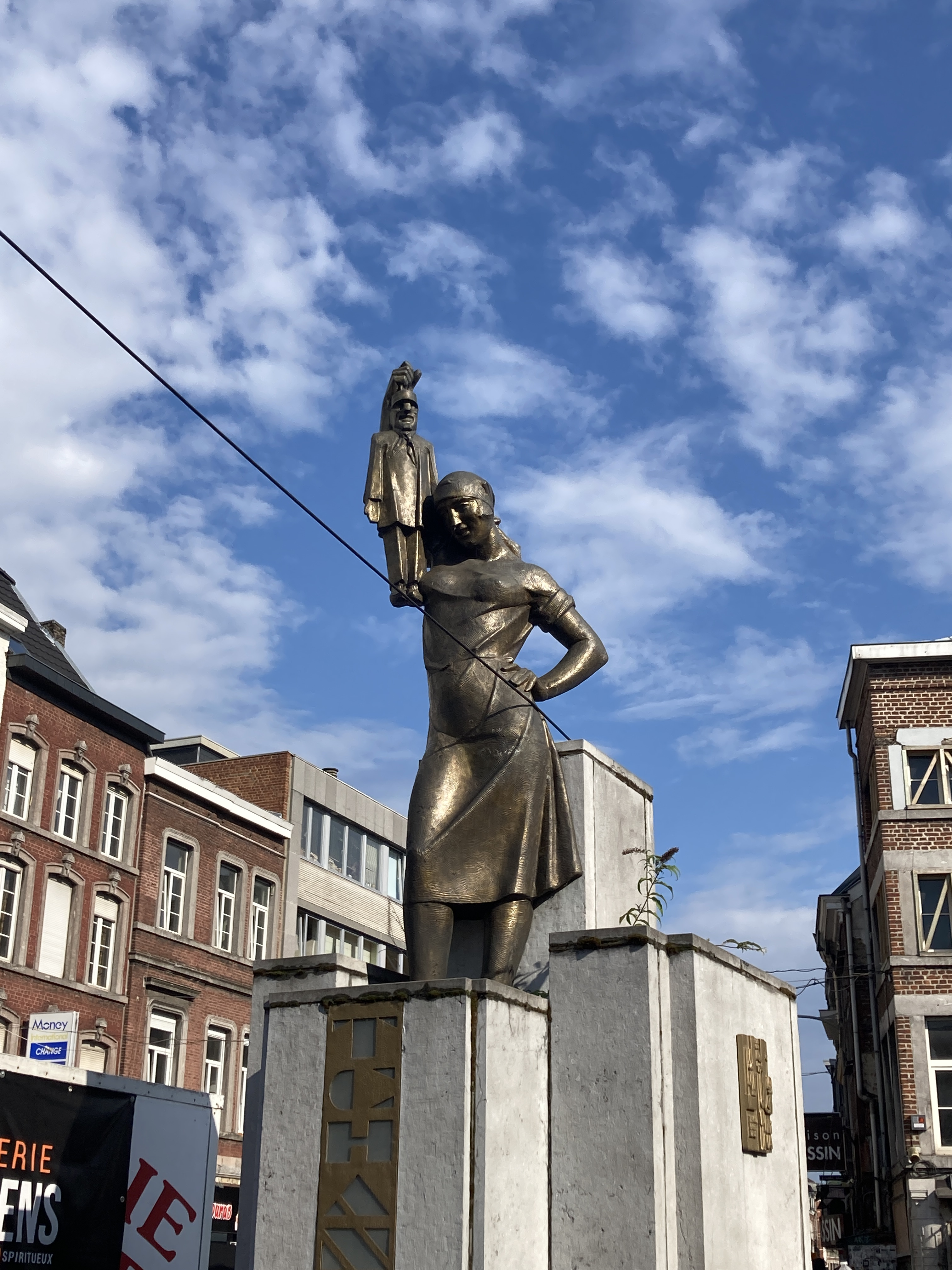
standbeeld Tchantchès
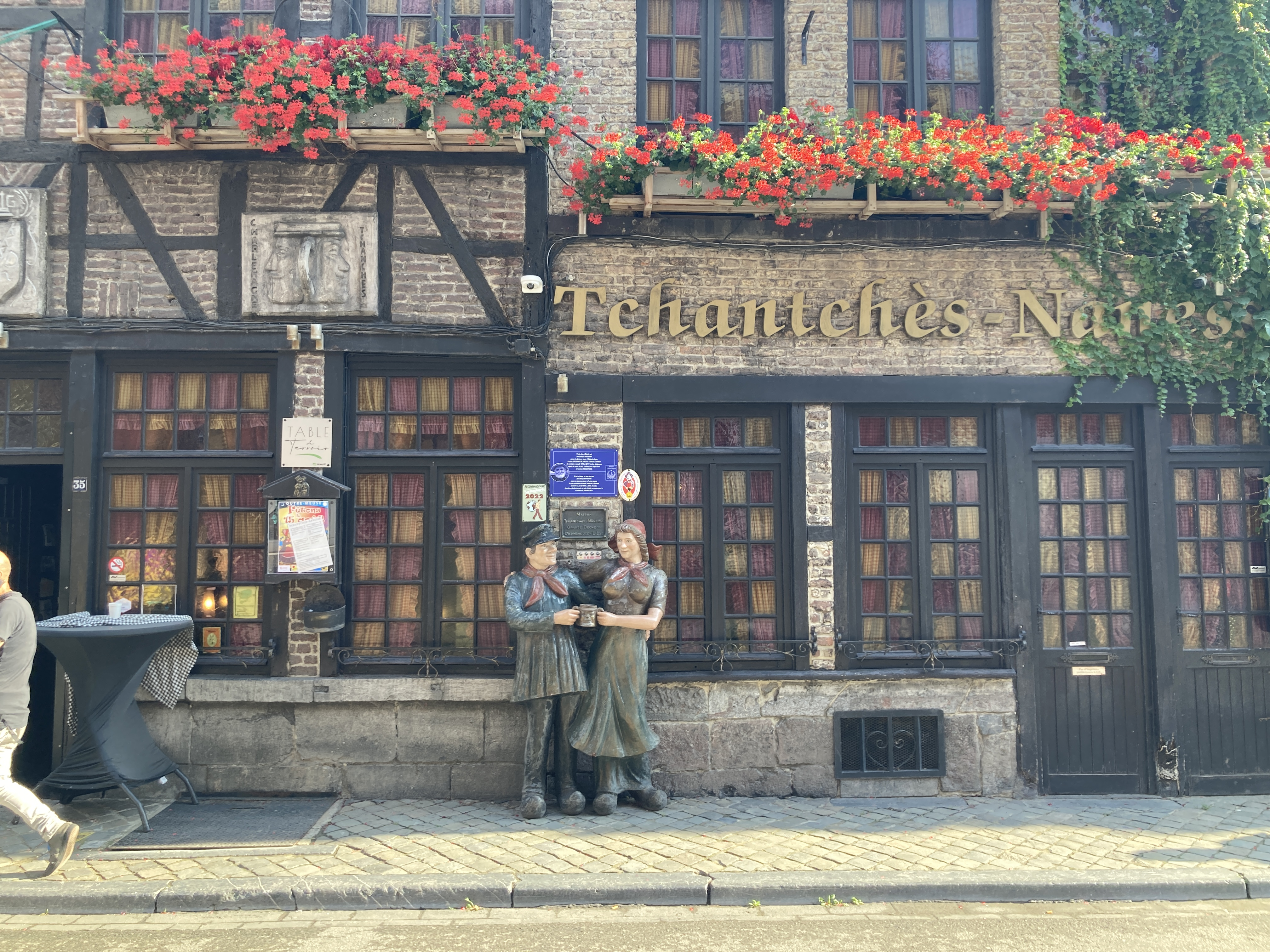
taverne Tchantchès - Nânesse
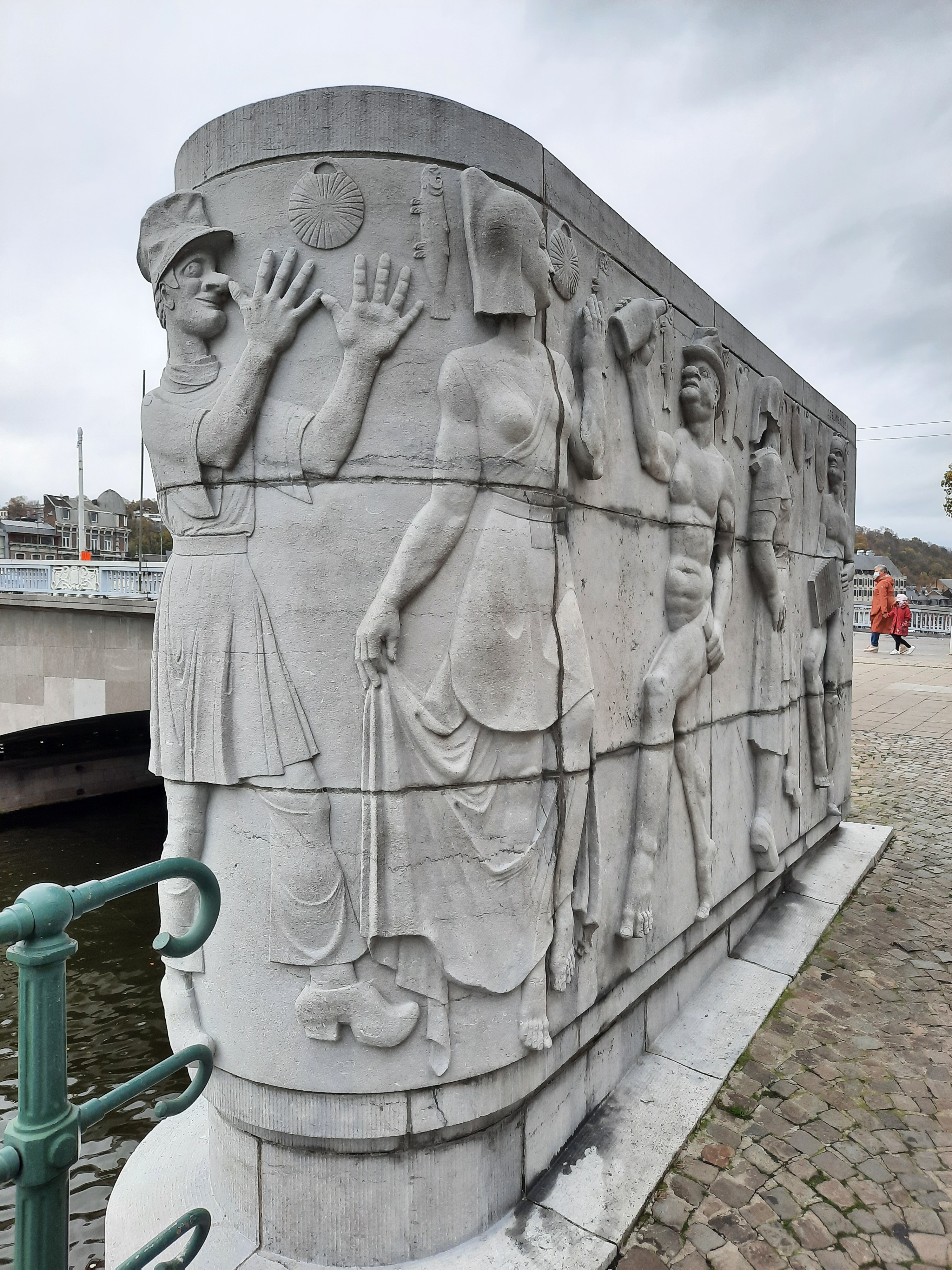
Tchantchès op een reliëf van de Pont des Arches
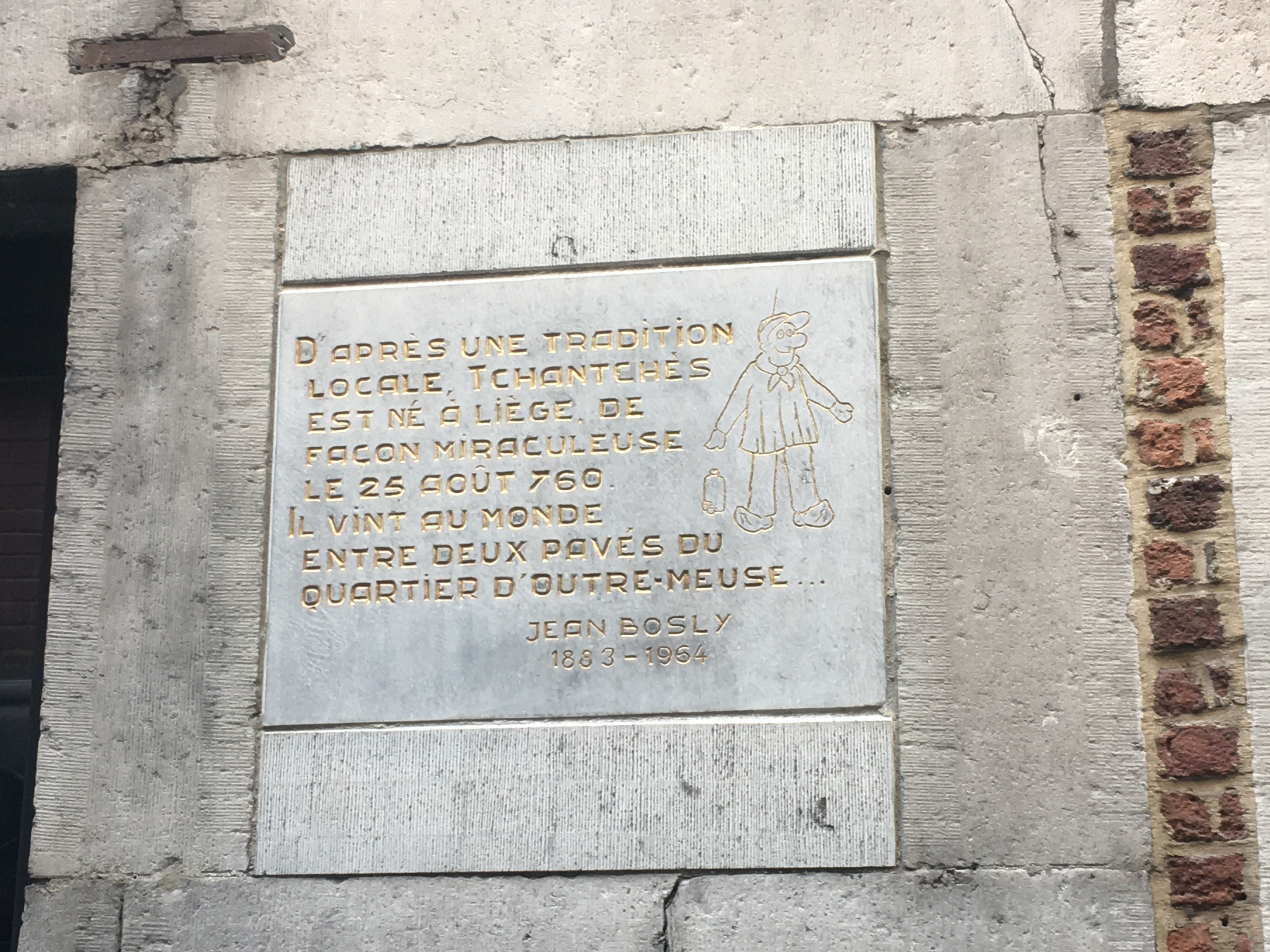
plaquette met het geboorteverhaal van Tchantchès
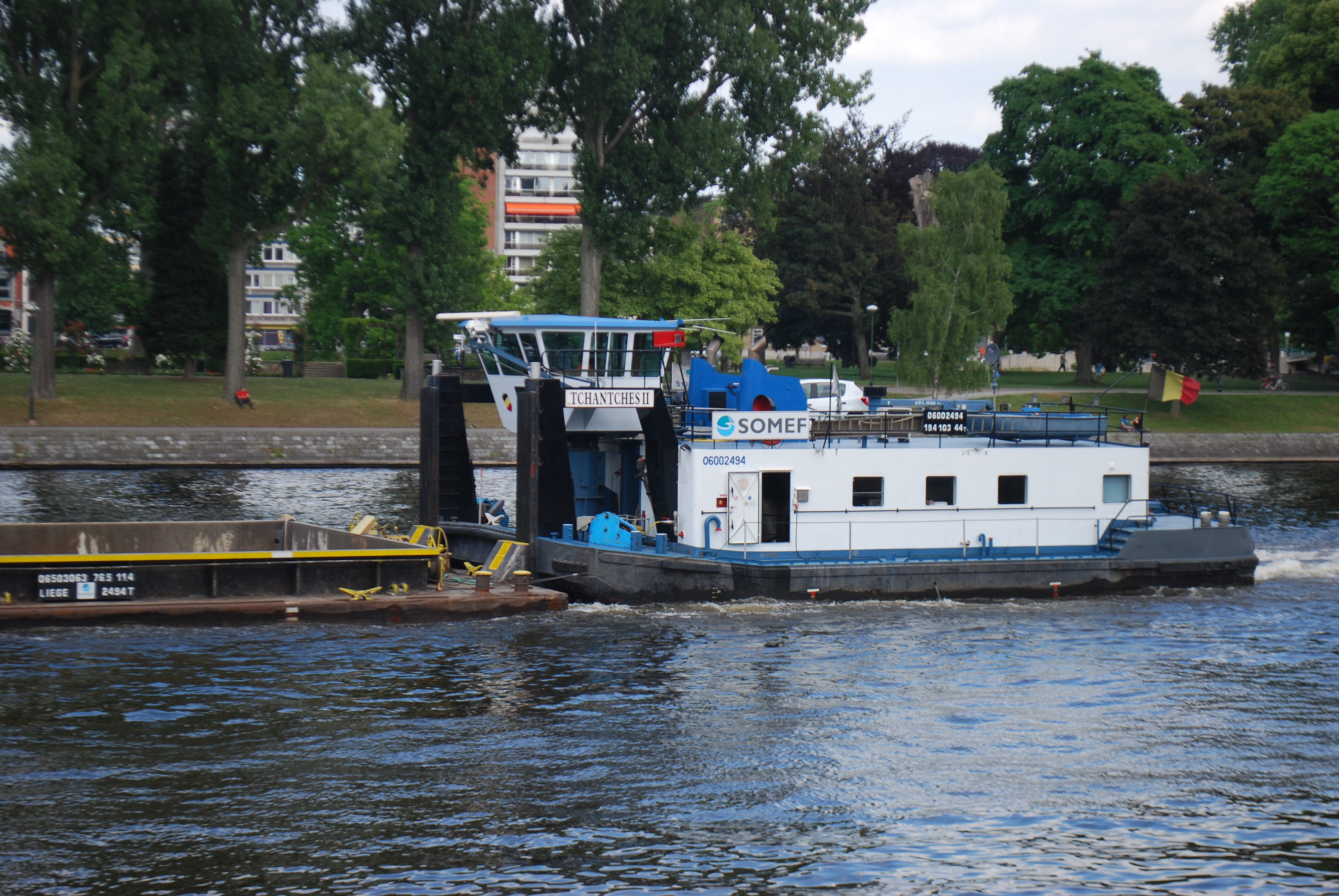
sleepboot Tchantchès II